# Javaanse hapvogel
De Javaanse hapvogel (Eurylaimus javanicus) is een zangvogel uit de familie
Eurylaimidae (breedbekken en hapvogels).

## Verspreiding en leefgebied
Deze soort komt voor van Zuidoost-Azië tot Java en Borneo en telt vier ondersoorten:
- E. j. pallidus: van zuidoostelijk Myanmar tot zuidelijk Vietnam en Malakka.
- E. j. harterti: Sumatra, Riouwarchipel, Bangka en Billiton.
- E. j. javanicus: Java.
- E. j. brookei: Borneo en de noordelijke Natuna-eilanden.

## Status
Op de lijst van de IUCN wordt deze soort beschouwd als twee aparte soorten: Eurylaimus javanicus en Eurylaimus harterti (incl. pallidus en brookei). De grootte van de populatie is voor beide soorten niet gekwantificeerd. E. javanicus heeft op de Rode lijst van de IUCN de status gevoelig en E. harterti heeft de status niet bedreigd.